# Nami Otake
Nami Otake (大竹 七未, Otake Nami), née le 30 juillet 1974, est une joueuse internationale de football japonaise.

## Biographie
Le 20 août 1994, elle fait ses débuts dans l'équipe nationale japonaise contre la Slovaquie. Elle participe à la Coupe du monde 1995, 1999 et Jeux olympiques d'été 1996. Elle compte 46 sélections et 29 buts en équipe nationale du Japon de 1994 à 199.

## Statistiques
Le tableau ci-dessous présente les statistiques de Nami Otake en équipe nationale
| Équipe du Japon | Équipe du Japon | Équipe du Japon |
| Année           | Matchs          | Buts            |
| --------------- | --------------- | --------------- |
| 1994            | 6               | 3               |
| 1995            | 8               | 4               |
| 1996            | 7               | 0               |
| 1997            | 6               | 6               |
| 1998            | 9               | 5               |
| 1999            | 10              | 11              |
| Total           | 46              | 29              |

## Palmarès
- Finaliste de la Coupe d'Asie 1995
- Troisième de la Coupe d'Asie 1997